# Liebes Lager
Liebes Lager è un film del 1976, diretto da Lorenzo Gicca Palli.